# Neuer Astra-Turm
Der Neue Astra-Turm, projektiert als DWI-Turm, ist ein Hochhaus in Hamburg. Es entstand 2007–08 an Stelle des gleichnamigen Vorgängerbaues im neu erschlossenen Areal Neue Hafenkrone auf dem Alten Bavaria-Gelände.

## Geschichte
Der Büroturm wurde 2007–08 im Auftrag der DWI Grundbesitz GmbH an Stelle des 1970 errichteten Verwaltungshochhauses der 2003 geschlossenen Bavaria-St. Pauli-Brauerei errichtet, nachdem die Restaurierung dieses aufgrund seiner Bauform auch als Pilstulpe bekannten Gebäudes aus konstruktiven Gründen verworfen wurde. Der Nachfolgebau orientiert sich an der Form seines Vorgängers, deutet dessen Kelch-Form jedoch nur noch durch eine leichte Fassadeneinschnürung an.